# Blaues Wunder
Blaues Wunder – potoczna nazwa Mostu Loschwitzkiego (niem. Loschwitzer Brücke), drogowego mostu przerzuconego nad Łabą (w Niemczech), łączącego drezdeńskie dzielnice Loschwitz i Blasewitz. Całkowita długość mostu wynosi 280 m, szerokość - 12 m.
Zaprojektowany został przez niemieckiego inżyniera budowlanego, architekta i naukowca Clausa Köpcke (1831-1911). Początek budowy miał miejsce 1 kwietnia 1891 r. Most został oddany do użytku 15 czerwca 1893 r. jako piąta przeprawa przez Łabę w rejonie Drezna. Połączył Loschwitz na prawym i Blasewitz na lewym brzegu rzeki. Koszt jego budowy wyniósł 2,25 miliona ówczesnych marek. Był jednym z pierwszych na świecie wspornikowych mostów kratownicowych o tak znacznej rozpiętości (długość środkowego przęsła wynosi 146,7 m) i tak oryginalnej, przegubowej konstrukcji. Każdą z jego dwóch "połówek" podpiera filar z pylonem, usytuowany już poza nurtem rzeki, a konstrukcję utrzymują odciągi, zakotwione w potężnych betonowych blokach na obu końcach mostu. Elementy mostu wykonano w Königin-Marienhütte w pobliskim Cainsdorf (obecnie dzielnica Zwickau) z rzadko już dziś stosowanej stali zgrzewnej, otrzymywanej w procesie pudlarskim. Stal taka posiada dużą wytrzymałość na rozciąganie i odporność na korozję, cechując się jednocześnie stosunkowo małą twardością, co ma duże znaczenie przy wierceniu tysięcy otworów na nity.
Za użytkowanie mostu od momentu jego otwarcia pobierana była opłata, aby stowarzyszenie powołane do budowy mostu mogło spłacić zaciągnięte pożyczki. Opłaty wynosiły 3 fenigi (wkrótce obniżone do 2 fenigów) od pieszych, pasażerów tramwajów, rowerzystów i kierowców pojazdów oraz 10 fenigów od zwierzęcia pociągowego. Opłaty te zostały uchylone w 1921 r., kiedy Loschwitz i Blasewitz zostały włączone do Drezna. Opłata w wysokości 20 fenigów od pojazdów mechanicznych została zniesiona z dniem 1 czerwca 1924 r.
Do 1912 r. most nosił oficjalną nazwę "König-Albert-Brücke". Popularna nazwa Blaues Wunder nawiązuje do faktu, że farba, jaką pomalowano most, pod wpływem warunków atmosferycznych przybrała niebieski kolor, natomiast słowo „Wunder” (niem. cud) odnosi się do niezwykle śmiałej na swe czasy, przegubowej konstrukcji obiektu, którą według sceptyków jedynie cud miał utrzymywać nad wodą.

Schemat struktury nośnej mostu

"Cudowność" mostu mają podkreślać jego dzieje w czasach II wojny światowej. Alianckie bombardowania Drezna w zimie 1945 r. przetrwał on z nieznacznymi tylko uszkodzeniami, które spowodowały jedynie nieznaczne ograniczenia w jego użytkowaniu. Wiosną tegoż roku most został zaminowany przez Wehrmacht przed zbliżającym się od wschodu frontem. 7 maja dwóm bohaterskim mieszkańcom miasta udało się w ostatniej chwili przeciąć kabel i uratować most przed wysadzeniem. Przypomina o tym tablica pamiątkowa przy ścieżce spacerowej nad rzeką, po stronie Blasewitz.
Do kwietnia 1985 roku mostem biegła linia tramwajowa. Obecnie most posiada trzypasową jezdnię dla pojazdów i dwa chodniki dla pieszych po jej bokach. Most był projektowany przy założeniu, że jego dolna krawędź znajdzie się na wysokości 10 m ponad zerowym poziomem wody. Ta stosunkowo niewielka wartość powoduje, że niektóre zabytkowe jednostki drezdeńskiej Białej Floty posiadają "składane" kominy, które kładą na czas przepływania pod mostem.
U wylotu mostu na prawym brzegu Łaby (po stronie Loschwitz) ma swoją dolną stację znana Schwebebahn Dresden – najstarsza (1901 r.) kolej podwieszana na świecie, łącząca Loschwitz z położonym na wzgórzach Oberloschwitz.

## Galeria obrazów

Loschwitzer Brücke - Niebieski Cud - Blaues Wunder
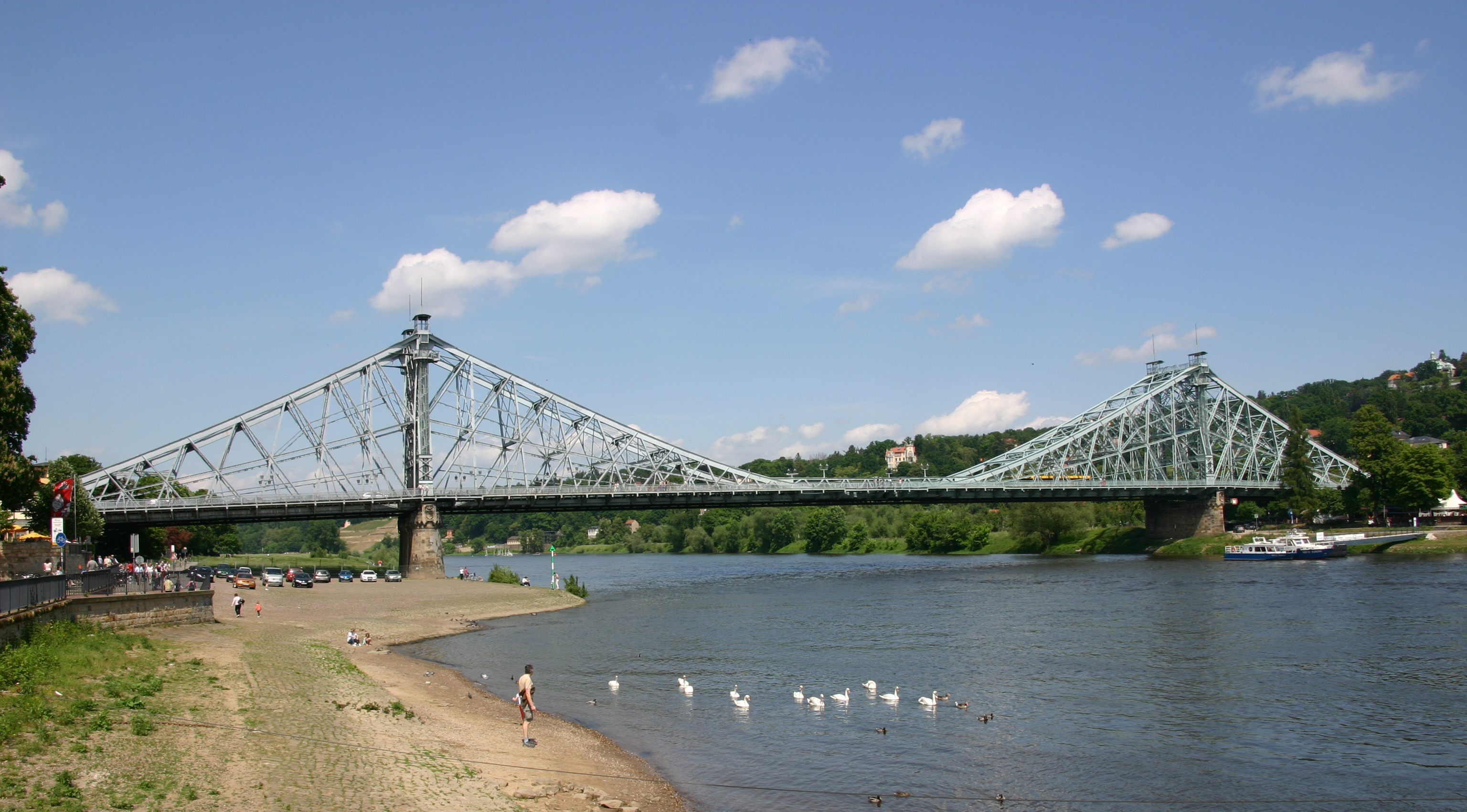
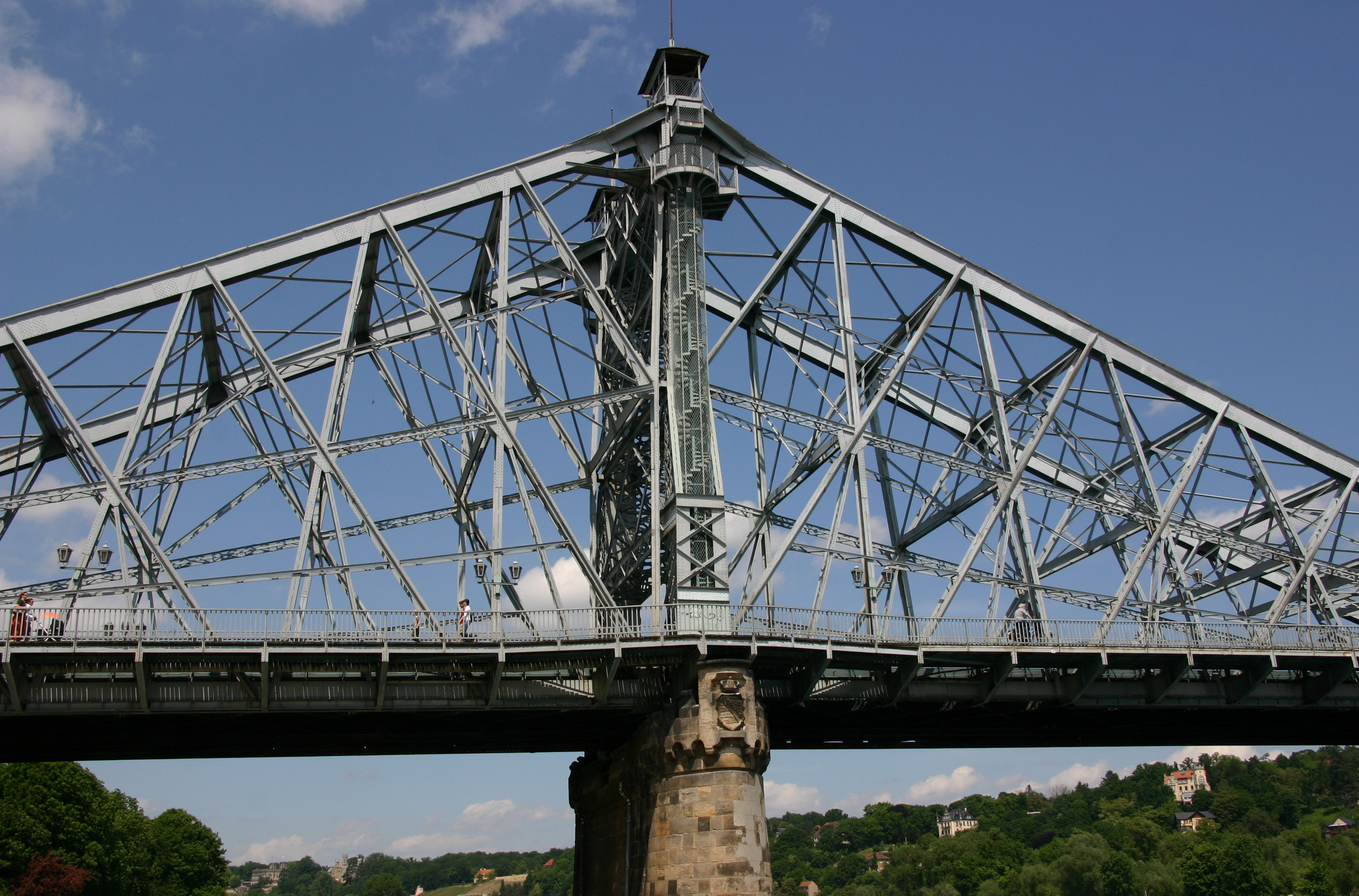
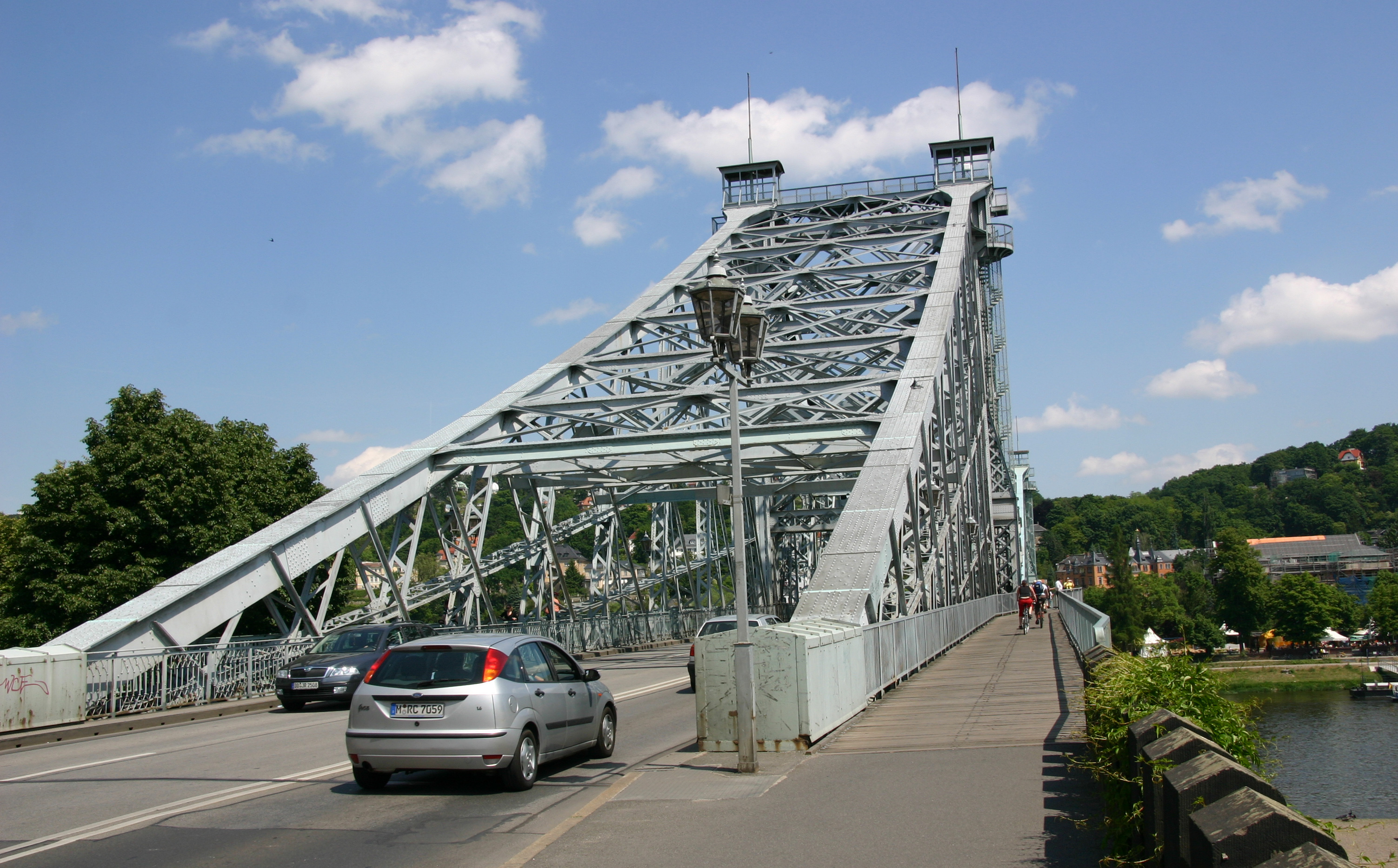
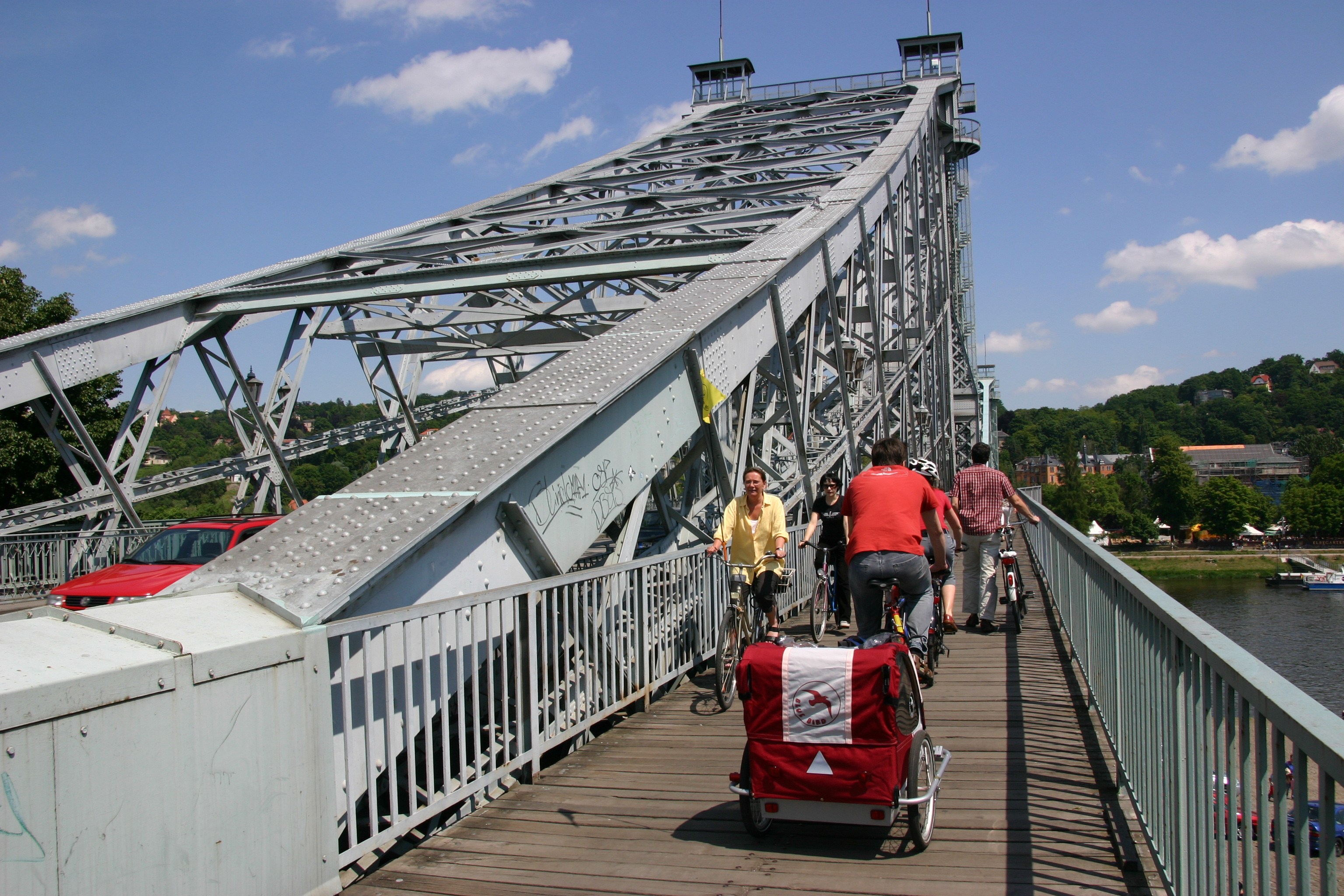
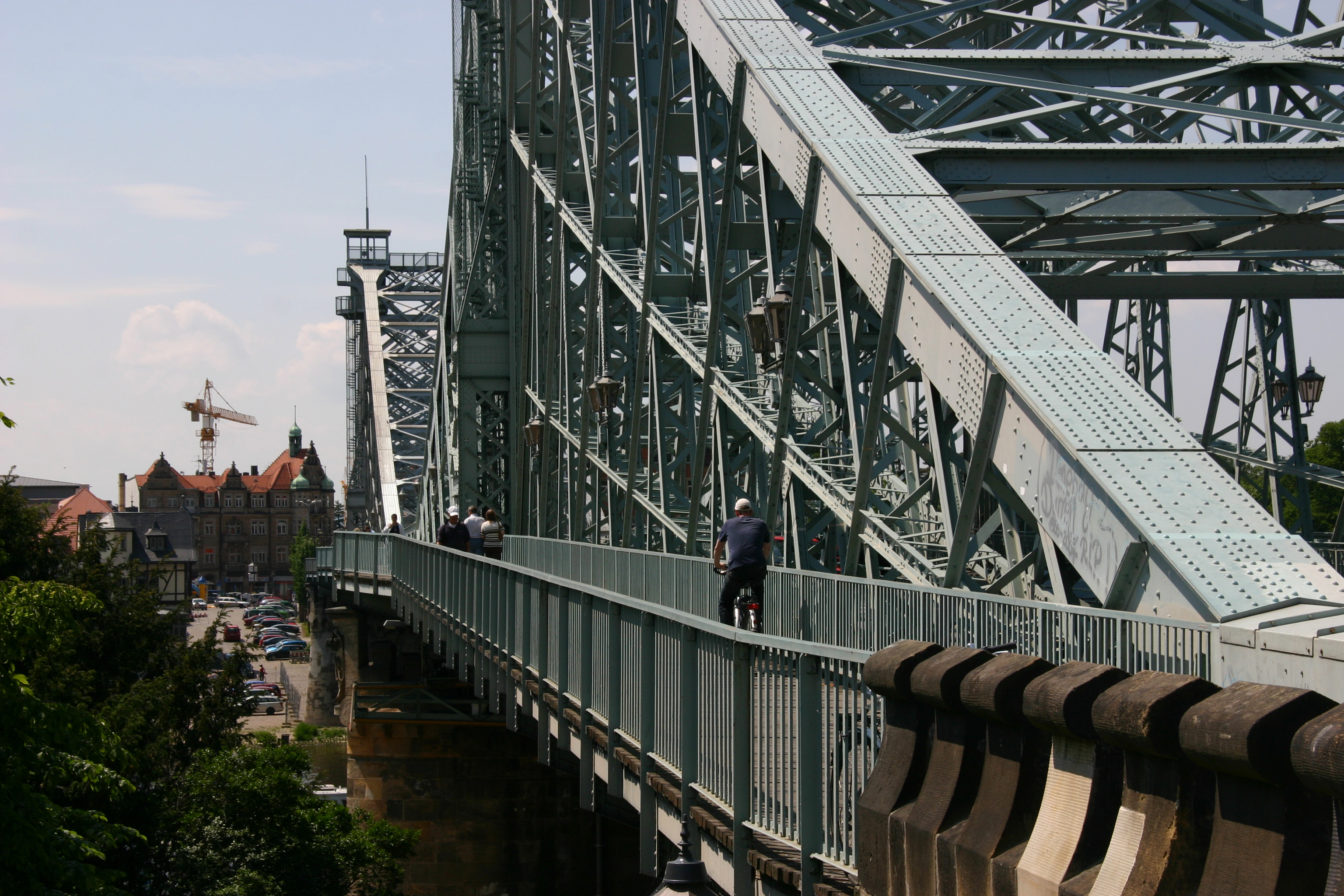
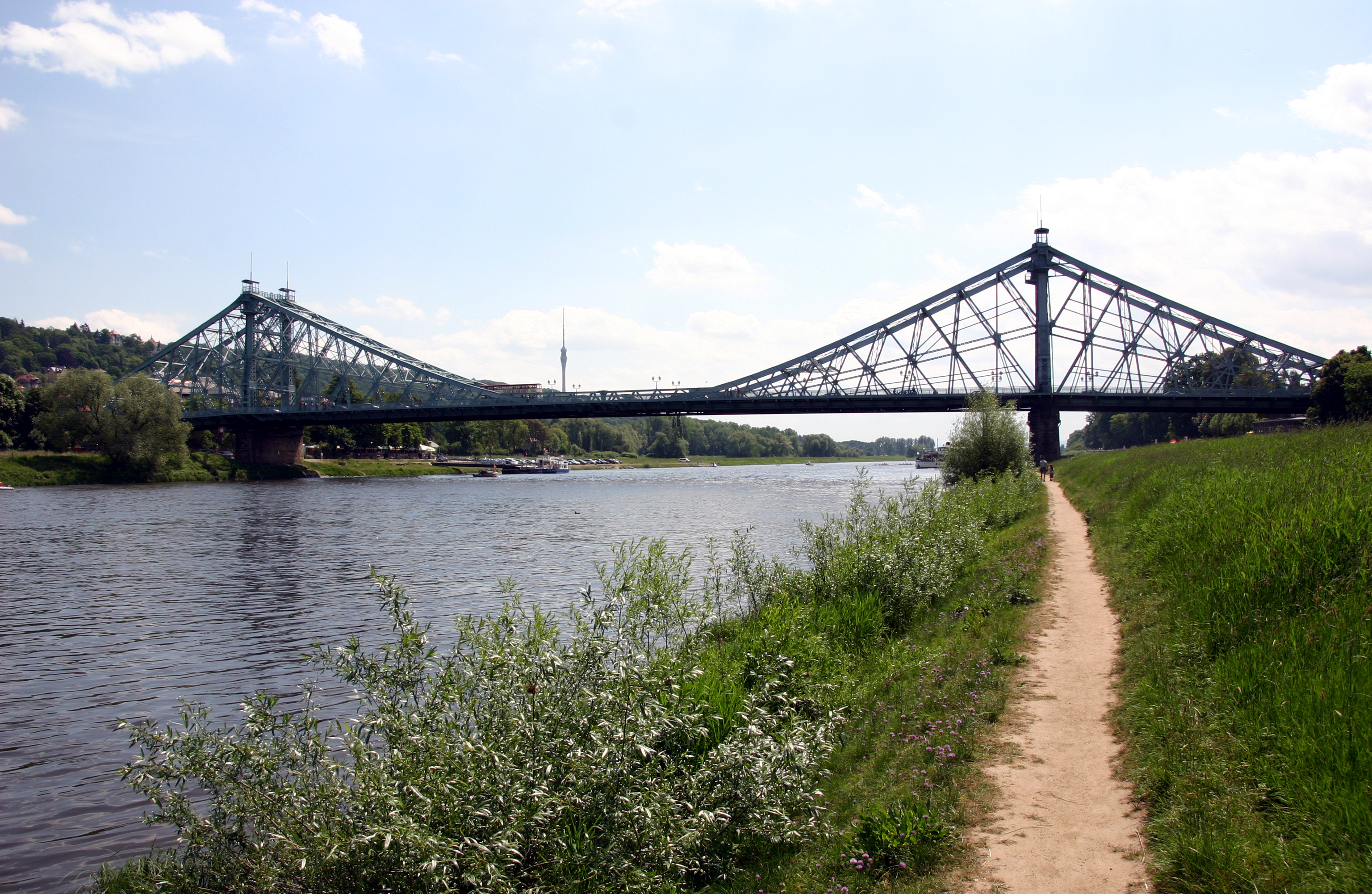